# Primera División de la Liga Central de Football de Santiago 1928
El Torneo de la Primera División de la Liga Central de Football de Santiago 1928 fue la 2.º edición de la primera y única categoría de la Liga Central de Football de Santiago, competición unificada de fútbol de carácter oficial y amateur de la capital de Chile, correspondiente a la temporada 1928. Se jugó desde el 22 de abril de 1928 hasta inicios de 1929.
Su organización estuvo a cargo de la Liga Central de Football de Santiago (LCF), compuesta por una sola categoría dividida en seis series, y contó con la participación de 57 equipos en total. Las series A, B y C estuvieron integradas por 10 participantes; y las series D, E y F por 9 participantes. Cada serie se disputó bajo el sistema de todos contra todos, en una sola rueda.
Los campeones fueron Unión Deportiva Española en la Serie A; Brigada Central en la Serie B; Santiago en la Serie C; Teniente Godoy en la Serie D; Magallanes en la Serie E; y Colo-Colo en la Serie F.
Los ganadores de cada serie debían dirimir al campeón de Santiago. Sin embargo, diversos factores extra-futbolísticos, entre ellos el terremoto que destruyó la ciudad de Talca el día 1 de diciembre de ese año, impidieron que se llevara a efecto la ronda final.

## Antecedentes
En conformidad al pacto de fusión de las principales ligas y asociaciones de Santiago, el número de clubes se redujo considerablemente para 1928: de los 78 participantes en la temporada 1927, se declararon disueltos 16 clubes que desestimaron las disposiciones reglamentarias vigentes para fusionarse:
- Mercado Central
- Constitución
- Deportivo Rangers
- Adolfo Schlack
- Luz y Porvenir
- Capitán Prat
- O'Higgins
- Britania
- El Tani
- General Bulnes
- Junior Lealtad
- Camilo Henríquez
- Juan N. Frías
- Unión de Peluqueros
- Guacolda
- Cinco de Abril

Se aceptaron las fusiones de algunos clubes como:
- Almirante Simpson con Ruggeri's, que en lo sucesivo se denominó Almirante Simpson-Yungay.
- Fundición Libertad con Unión San Eugenio, que conservó el nombre de Fundición Libertad-San Eugenio F. C.[6]

Se concedió como plazo fatal de inscripción hasta el 16 de abril, para que los clubes cumpliesen con lo exigido por la reglamentación de la Liga Central de Football.

## Desarrollo
El torneo se desarrolló mediante la ubicación de los equipos en seis series o grupos, resultando, por tanto, seis campeones en total. Se estipuló, además, que los tres últimos posicionados de cada grupo serían desafiliados de la competición.

## Series
Esta tabla muestra las principales posiciones de las nueve series de la Liga Central de Football de 1928. Para más información sobre una serie en particular, véase la página especializada de ella en Detalle.
| Serie           |                          | Campeón                | Subcampeón          | Tercer lugar     | Cuarto lugar |
| Serie A Detalle | Unión Deportiva Española | Liverpool Wanderers FC | Audax Italiano      | La Cruz          |              |
| Serie B Detalle | Brigada Central          | Unión Sportivo Mac Kay | Santiago Badminton  | Green Cross      |              |
| Serie C Detalle | Santiago                 | Loma Blanca FC         | Escuela Normal FC   | Unión Cordillera |              |
| Serie D Detalle | Teniente Godoy FC        | Carioca                | Cuatro Naciones     | Santos Dumont FC |              |
| Serie E Detalle | Magallanes               | Santiago National FC   | Vista Hermosa FC    | Universitario    |              |
| Serie F Detalle | Colo-Colo                | Gimnástico Arturo Prat | Maestranza Atlético | Primero de Mayo  |              |

## Clasificación

### Serie A
| 1.                                         | Unión Deportiva Española | 9 | 18 |
| 2.                                         | Liverpool Wanderers      | 9 | 15 |
| 3.                                         | Audax Italiano           | 9 | 13 |
| 4.                                         | La Cruz                  | 9 | 10 |
| 5.                                         | Independencia            | 9 | 10 |
| 6.                                         | Deutscher Sport Verein   | 9 | 9  |
| 7.                                         | Independiente            | 9 | 8  |
| 8.                                         | Gold Cross               | 9 | 7  |
| 9.                                         | Maestranza Eléctrica     | 9 | 6  |
| 10.                                        | Barcelona                | 9 | 0  |
| Última actualización: 7 de febrero de 2013 |                          |   |    |

|  |                                                       |
|  | Campeón.                                              |
|  | Eliminado de la Liga Central de Football de Santiago. |

### Serie B
| 1.                                         | Brigada Central        | 9 | 18 |
| 2.                                         | Unión Sportivo Mac Kay | 9 | 13 |
| 3.                                         | Santiago Badminton     | 9 | 12 |
| 4.                                         | Green Cross            | 9 | 12 |
| 5.                                         | Carlos Walker          | 9 | 10 |
| 6.                                         | Manuel Acevedo         | 9 | 9  |
| 7.                                         | El Chileno             | 9 | 7  |
| 8.                                         | Unión Chilena          | 9 | 6  |
| 9.                                         | Unión Coquimbo         | 9 | 2  |
| 10.                                        | Victoria Royal         | 9 | 1  |
| Última actualización: 7 de febrero de 2013 |                        |   |    |

|  |                                                       |
|  | Campeón.                                              |
|  | Eliminado de la Liga Central de Football de Santiago. |

### Serie C
| 1.                                         | Santiago                 | 9 | 17 |
| 2.                                         | Loma Blanca              | 9 | 16 |
| 3.                                         | Escuela Normal           | 9 | 11 |
| 4.                                         | Unión Cordillera         | 9 | 11 |
| 5.                                         | Germinar                 | 9 | 9  |
| 6.                                         | Escuela de Artes         | 9 | 9  |
| 7.                                         | Almirante Simpson-Yungay | 9 | 8  |
| 8.                                         | Fundición Libertad       | 9 | 4  |
| 9.                                         | Jorge V                  | 9 | 2  |
| 10.                                        | Small Star               | 9 | 1  |
| Última actualización: 7 de febrero de 2013 |                          |   |    |

|  |                                                       |
|  | Campeón.                                              |
|  | Eliminado de la Liga Central de Football de Santiago. |

### Serie D
| 1.                                            | Teniente Godoy  | 8 | 10 |
| 2.                                            | Carioca         | 8 | 10 |
| 3.                                            | Cuatro Naciones | 8 | 10 |
| 4.                                            | Santos Dumont   | 8 | 10 |
| 5.                                            | Unión Arauco    | 8 | 9  |
| 6.                                            | Borgoño         | 8 | 8  |
| 7.                                            | Everton         | 8 | 8  |
| 8.                                            | Galvarino       | 8 | 7  |
| 9.                                            | Golden Star     | 8 | 0  |
| Última actualización: 27 de noviembre de 2021 |                 |   |    |

|  |                                                       |
|  | Campeón.                                              |
|  | Eliminado de la Liga Central de Football de Santiago. |

### Serie E
| 1.                                         | Magallanes        | 8 | 14 |
| 2.                                         | Santiago National | 8 | 14 |
| 3.                                         | Vista Hermosa     | 8 | 7  |
| 4.                                         | Universitario     | 8 | 7  |
| 5.                                         | Lautaro Atlético  | 8 | 7  |
| 6.                                         | Río de Janeiro    | 8 | 7  |
| 7.                                         | Unión Condell     | 8 | 7  |
| 8.                                         | Celta             | 8 | 6  |
| 9.                                         | Benjamín Dávila   | 8 | 0  |
| Última actualización: 7 de febrero de 2013 |                   |   |    |

|  |                                                       |
|  | Campeón.                                              |
|  | Eliminado de la Liga Central de Football de Santiago. |

### Serie F
| 1.                                         | Colo-Colo              | 8 | 14 |
| 2.                                         | Gimnástico Arturo Prat | 8 | 11 |
| 3.                                         | Maestranza Atlético    | 8 | 10 |
| 4.                                         | Primero de Mayo        | 8 | 8  |
| 5.                                         | Morning Star           | 8 | 7  |
| 6.                                         | Eleuterio Ramírez      | 8 | 4  |
| 7.                                         | Sport Français         | 8 | 2  |
| 8.                                         | Unión Santa Elvira     | 8 | 0  |
| -                                          | English                | - | -  |
| Última actualización: 7 de febrero de 2013 |                        |   |    |

|  |                                                       |
|  | Campeón.                                              |
|  | Eliminado de la Liga Central de Football de Santiago. |
|  | Disuelto de la competición.                           |

## Galería
|                                          |
| Colo-Colo antes de un encuentro en 1928. |

|                                                                                       |
| Universitario (actual Universidad de Chile) previo a su partido contra Unión Condell. |